# Daïra de Saïda
La daïra de Saïda est une circonscription administrative algérienne située dans la wilaya de Saïda. Son chef-lieu est situé sur la commune éponyme de Saïda.

## Communes
La daïra est composée de une seule commune .:
- Saïda